# Talsperre Óbidos

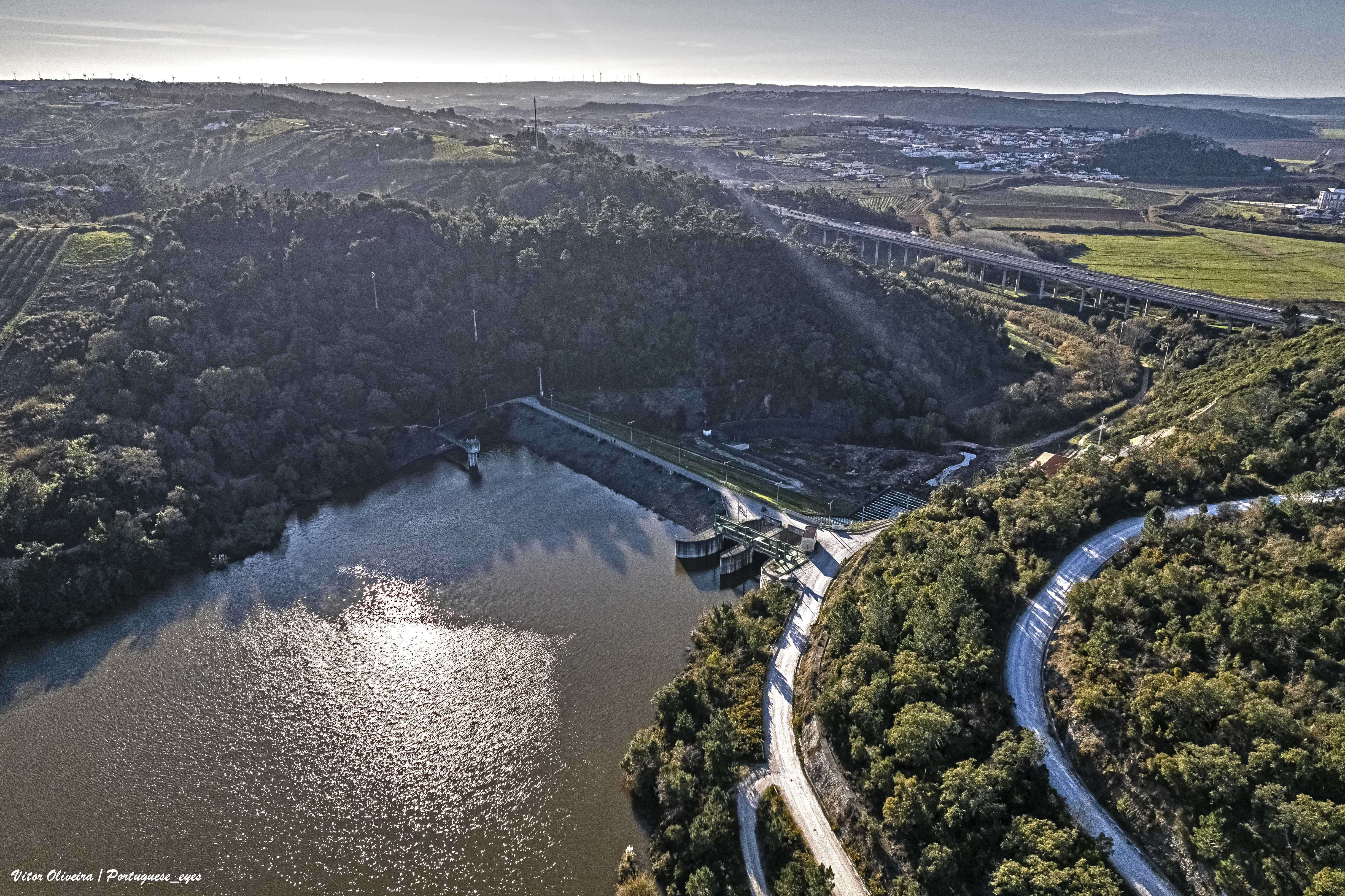
Talsperre Óbidos (2022)

Die Talsperre Óbidos (portugiesisch Barragem de Óbidos bzw. Barragem do Arnóia)  liegt in der Region Mitte Portugals im Distrikt Leiria. Sie staut den Arnóia zu einem Stausee auf. Die namensgebende Kleinstadt Óbidos befindet sich ungefähr ein Kilometer westlich der Talsperre.
Mit dem Projekt zur Errichtung der Talsperre wurde im Jahre 1997 begonnen. Der Bau wurde 2005 fertiggestellt. Die Talsperre dient der Bewässerung. Sie ist im Besitz von IDRHA bzw. DGADR.

## Absperrbauwerk
Das Absperrbauwerk ist ein Staudamm mit einer Höhe von 24 m über der Gründungssohle (21 m über dem Flussbett). Die Mauerkrone liegt auf einer Höhe von 34,5 m über dem Meeresspiegel. Die Länge der Mauerkrone beträgt 160 m und ihre Breite 7 m. Das Volumen der Staumauer umfasst 157.000 m³.
Die Staumauer verfügt sowohl über einen Grundablass als auch über eine Hochwasserentlastung. Über den Grundablass können maximal 2,74 m³/s abgeleitet werden, über die Hochwasserentlastung maximal 494 m³/s. Das Bemessungshochwasser liegt bei 510 m³/s; die Wahrscheinlichkeit für das Auftreten dieses Ereignisses wurde mit einmal in 1.000 (bzw. 5.000) Jahren bestimmt.

## Stausee
Beim normalen Stauziel von 32,5 m (maximal 33,6 m bei Hochwasser) erstreckt sich der Stausee über eine Fläche von rund 1,01 km² und fasst 7,1 Mio. m³ Wasser – davon können 5,8 Mio. m³ genutzt werden. Das minimale Stauziel liegt bei 22 m.